# Liściarka
Liściarka – sucha karma objętościowa dla zwierzyny płowej. Jeden z typowych – obok snopówki – rodzajów karmy dla jeleni, saren i danieli wykładanej przez myśliwych we wszystkich porach roku poza najtrudniejszym dla zwierzyny okresem zimowym, gdy zastępuje ją karma treściwa. 
Liściarka składa się z młodych lekkostrawnych pędów roślin ścinanych zwykle na początku lata, gdy zawierają najwięcej soków i soli mineralnych. Wiązane w pęczki pędy takich roślin, jak lipa, brzoza, słonecznik bulwiasty, klon, topola i malina dla zwiększenia ich wartości odżywczej spryskiwane są lub moczone w roztworze soli pastewnej. Dokarmianie dzikiej zwierzyny paszą w stosownej do pory roku ilości i jakości pozwala utrzymać zwierzynę w dobrej kondycji i odpowiedniej ilości, a także zapobiega szkodom łowieckim na uprawach rolnych i leśnych.